# كوكا كولا (شركة)
شّركَة كوكاكولا (بالإنجليزية: The Coca-Cola Company)‏ هي شّركَة مشروبات أمريكيَّة مُتَعَدّدَة الجنسيّات. اشتهرت كمُنتج لكوكا كولا، والّذِي اخترعه الصيدلاني جون ستيث بمبرتون في عام 1886. يَقع مَقَرها الرَئِيسيّ في أتلانتا في ولاية جورجيا، وتعمل في تَصنِيع وبيع وتسويق المشروبات غير الكحولية ومركزات العصائر والمشروبات الكحولية. تقدَّم شّركَة كوكا كولا حاليًا أَكثَر من 500 علامة تجاريَّة في أَكثَر من 200 دَولَة أو إقليم، وتخدم أَكثَر من 1.7 مِليار شخص يوميًا.
فِي عام 1889 اشترى «آسا غريغز كاندلر» الطريقة والعلَّامة التجاريَّة مُقابل 2300 دُولَار (مَا يُعادل 68,000 دُولَار في عام 2021)، الّذِي أَسّس شّركَة كوكا كولا في أتلانتا في 1892. تدير الشّركَة نِظَام توزيع بامتياز مُنذ عام 1889، حيثُ تنتج الشراب المَركَز، وتبيعه لشركات تعبئة حصرية في جَمِيع أنحاء العَالَم، وتمتلك الشّركَة مرساة مرطبات [الإنجليزية] كوكاكولا في أَمرِيكا الشماليَّة، وأسهمها مُدَرَجَة في بورصة نيويورك، وهي جُزء من مؤشر داو جونز الصناعي، ومؤشر إس وبي 500، وإس وبي 100.

## التاريخ

شعار شركة كوكا كولا حتى يونيو 2020، لا يزال هذا الشعار يُستخدم لأغراض ثانوية.

اخترع الصيدلاني جون ستيث بمبرتون من كولومبوس، جورجيا مشروب كوكا كولا الأصليّ في يوليو 1886، والّذِي أعلن عَنه بأنَّه مُفِيد لتخفيف الصداع، وطرحه للبيع في الصيدليّات كمشروب طبي، وواصل بمبرتون تجارب الخلط، ووصل إلى هدفه خِلال شهر مايو، وطرح مُنتجه للبيع في السوق بدون اسم معروف،  ويرجع الفضل في تسمية المُنتج وإنشاء شعاره إلى فرانك ماسون روبنسون، محاسب بمبرتون،  ويعود سبب تسمية المنتج بِاِسم «كوكا كولا» إلى مكوناته الرَئِيسيّة (أوراق الكوكا وجوز الكولا).
في عام 1889 أكمل رجل الأَعمَال الأمريكيّ «آسا غريغز كاندلر» شرائه لخلطة كوكا كولا والعلَّامة التجاريَّة من ورثة بمبرتون، وَفِي عام 1892 أَسّس شّركَة كوكا كولا رسميًا في أتلانتا، وبحلول عام 1895 وصلت مَبيعات شّركَة كوكا كولا إلى كَافّة ولايات الاتِحاد. وَفِي عام 1919 باعَ الشّركَة لإرنست ودروف مالك شّركَة «تراست أوف جورجيا».
كَان أول إعلان لِشَرِكَة كوكا كولا هُو "(بالإنجليزية: Coca Cola. Delicious! Refreshing! Exhilarating! Invigorating!)‏ - كوكاكولا. لذيذ! منعش! مبهج! منشط!"  وَكَان كاندلر من أوائل رجال الأَعمَال الذين استخدموا التَسوِيق في إستراتيجيتهم الإعلانية، وبحلول عام 1948 بَلَغَت حصّة شّركَة كوكا كولا من السوق نَحو 60%،  وسُرعان مَا انخفضت إلى 21.8% بَعد ظهور منافستها بيبسي.

### عمليات الاستحواذ
اِستَحوذت شّركَة كوكا كولا على «مينوت مايد» في 1960 مُقابِل مبلغ لَم يكشف عَنه،  وَفِي عام 1982 اِستَحوذت على استوديو الأَفلام كولومبيا بيكتشرز مُقابِل 692 مليُون دُولَار،  وباعته لِشَرِكَة سوني مُقابل 3 مِليار دُولَار في عام 1989.
اِستَحوذت الشّركَة على ماركة الكولا الهنديَّة «ثومز أب» في عام 1993،  و«باركس» في 1995. وَفِي عام 1999 اشترت شّركَة كوكا كولا 50% من أسهم «الإنكا كولا» مُقابِل 200 مليُون دُولَار، وسيطرت على الإِنتاج والتَسوِيق الخارجي للعلامة التجاريَّة،  في عام 2001 اِستَحوذت على ماركة أودوالا لعصائر الفاكهة والعصائر والبارات مُقابِل 181 مليُون دُولَار،  وأعلنت عَن توقف الماركة في 2020. وَفِي عام 2007 اِستَحوذت على فيوز بيفريدجز من مؤسسها «لانس كولينز» و«كاستانا بارتنرس» مُقابِل 250 مليُون دُولَار تقريبًا.
فشلت صَفقَة لكوكاكولا في 2009 في شِرَاء «مَجمُوعَة هوييوان جويس غروب» الصينيَّة، بصفقة تَبلُغ 2.4 مِليار دُولَار.
اشترت كوكاكولا حصّة 40% من شّركَة أونست تي في عام 2008 مُقابِل 43 مليُون دُولَار،  واستحوذت على باقي الشّركَة في عام 2011،  وَفِي أغسطس 2014 اِستَحوذت على 16.7% من شّركَة «مونستر بفراج» مُقابِل 2.15 مِليار دُولَار مَع خِيَار بإمكانيَّة زيادتها إلى 25% كجزء من شراكَة إستراتيجيَّة طويلة الأَجَل تَشمَل التَسوِيق والتوزيع تَحَالُف ومبادلة خط الإِنتاج. وَفِي عام 2015 اِستَحوذت على حصّة أقلية في الشّركَة المصنعة للعصير البارد «سوجا لايف إل إل سي»،  وَفِي ديسمبر 2016 اشترت العديد من عَمَليّات «كوكاكولا سابميلر» السّابِقَة. تمتلك شّركَة كوكا كولا حصّة 68.3% في «شّركَة تعبئة كوكاكولا أفريقيا»، والّتِي يقع مَقَرها الرَئِيسيّ في «بورت إليزابيث» بجنوب إفريقيا.
اِستَحوذت شّركَة كوكا كولا على حصّة 40% في «تشي إل تي دي» في 30 يناير 2016، وأكملت الاِستِحواذ على باقي الشّركَة في 30 يناير 2019، وَفِي عام 2017 اِستَحوذت على العلَّامة التجاريَّة المكسيكيَّة للمياه الفوارة «توبو شيكو».
في 31 أغسطس 2018 وَافَقت على شِرَاء كوستا كوفي من «ويتبريد» مُقابِل 3.9 مِليار جنيه إسترليني،  وَفِي أغسطس 2018 اِستَحوذت على «موكسي» مُقابِل مبلغ لَم يكشف عَنه،  وأعلنت امتلاكها حصّة أقلية في «بودي ارمور». وَفِي 19 سبتمبر 2018 اِستَحوذت شّركَة كوكا كولا على شّركَة «أورغانيك آند راو ترادينج كو. بتي إل تي دي» المصنعة لماركة «موجو كومبوتشا» في ويلونجا، أُستراليا.
في 5 أكتوبر 2018 اِستَحوذت شّركَة كوكا كولا على حصّة 22.5% في «ميد جروب» من ثلاثة مؤسسين للشركة: «لوك مارجيت»، و«مات دينيس»، و«براد ويلسون»، وتمتلك كوكا كولا حصّة 6.93% أُخرى في «ميد جروب» من خِلال حصَّتها في «شّركَة كوكا كولا أماتيل المحدودة» البالغة 30.8%.

## الإيرادات والمبيعات

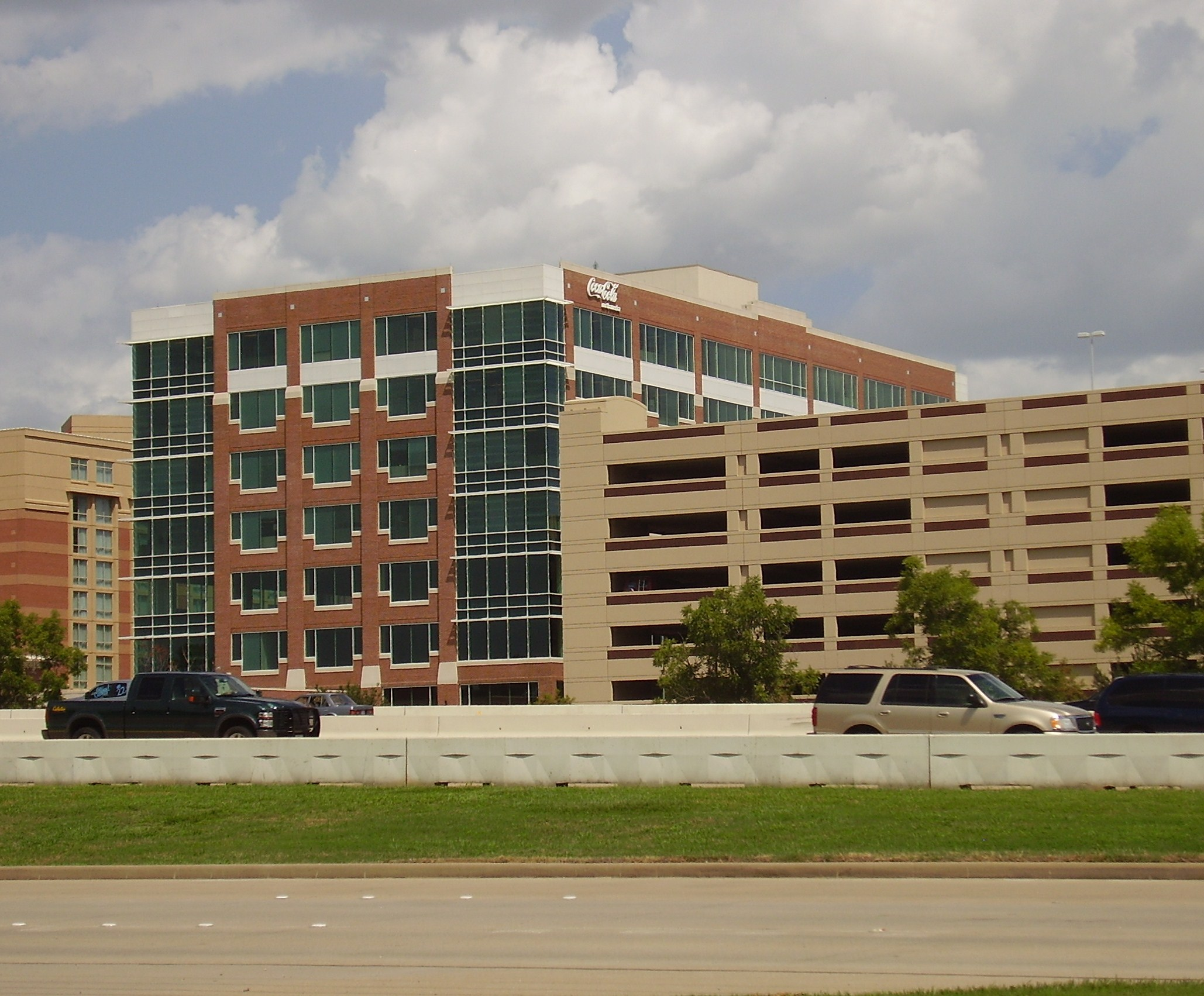
مكاتب مجموعة Minute Maid التابعة لشركة كوكاكولا في أمريكا الشمالية في شوجر لاند تاون سكوير، شوجر لاند، تكساس، الولايات المتحدة.

باعت كوكا كولا منتجاتها في أكثر من 200 دولة في 2005 وفقًا للتقرير السنوي للشركة في ذلك العام،  ويشير تقرير عام 2005 أيضًا إلى أن من بين أكثر من 50 مليار عبوة مشروبات من جميع الأنواع يتم استهلاكها في جميع أنحاء العالم، تبلغ تكلفة المشروبات اليومية التي تحمل العلامات التجارية المملوكة أو المرخصة لشركة كوكا كولا حوالي 1.5 مليار دولار، وتُمثل المشروبات التي تحمل العلامة التجارية «كوكا كولا» حوالي 78% من إجمالي مبيعات الشركة.
في عام 2010 أُعلن أن شركة كوكا كولا أصبحت أول علامة تجارية تتخطى مليار جنيه إسترليني في مبيعات البقالة السنوية في المملكة المتحدة،  وفي عام 2017 انخفضت مبيعات كوكا كولا بنسبة 11% عن العام السابق بسبب ابتعاد أذواق المستهلكين عن المشروبات السكرية.
| العام | الإيرادات (مليون دولار أمريكي) | صافي الدخل (مليون دولار أمريكي) | سعر السهم (دولار أمريكي) | الموظفين |
| ----- | ------------------------------ | ------------------------------- | ------------------------ | -------- |
| 2000  | 17,354                         | 2,177                           | 27.71                    |          |
| 2001  | 17,545                         | 3,969                           | 24.35                    |          |
| 2002  | 19,394                         | 3,050                           | 24.88                    |          |
| 2003  | 20,857                         | 4,347                           | 22.04                    |          |
| 2004  | 21,742                         | 4,847                           | 23.22                    |          |
| 2005  | 23,104                         | 4,872                           | 21.38                    |          |
| 2006  | 24,088                         | 5,080                           | 21.94                    |          |
| 2007  | 28,857                         | 5,981                           | 26.89                    | 90,500   |
| 2008  | 31,944                         | 5,807                           | 26.91                    | 92,400   |
| 2009  | 30,990                         | 6,824                           | 24.38                    | 92,800   |
| 2010  | 35,119                         | 11,787                          | 28.26                    | 139,600  |
| 2011  | 46,542                         | 8,584                           | 33.32                    | 146,200  |
| 2012  | 48,017                         | 9,019                           | 37.06                    | 150,900  |
| 2013  | 46,854                         | 8,584                           | 39.66                    | 130,600  |
| 2014  | 45,998                         | 7,098                           | 40.84                    | 129,200  |
| 2015  | 44,294                         | 7,351                           | 41.24                    | 123,200  |
| 2016  | 41,863                         | 6,527                           | 43.54                    | 100,300  |
| 2017  | 35,410                         | 1,248                           | 44.34                    | 61,800   |
| 2018  | 34,300                         | 6,434                           | 45.41                    | 62,600   |
| 2019  | 37,266                         | 8,920                           | 50.82                    | 86,200   |
| 2020  | 33,014                         | 7,747                           | 49.95                    | 80,300   |

## الأوراق المالية

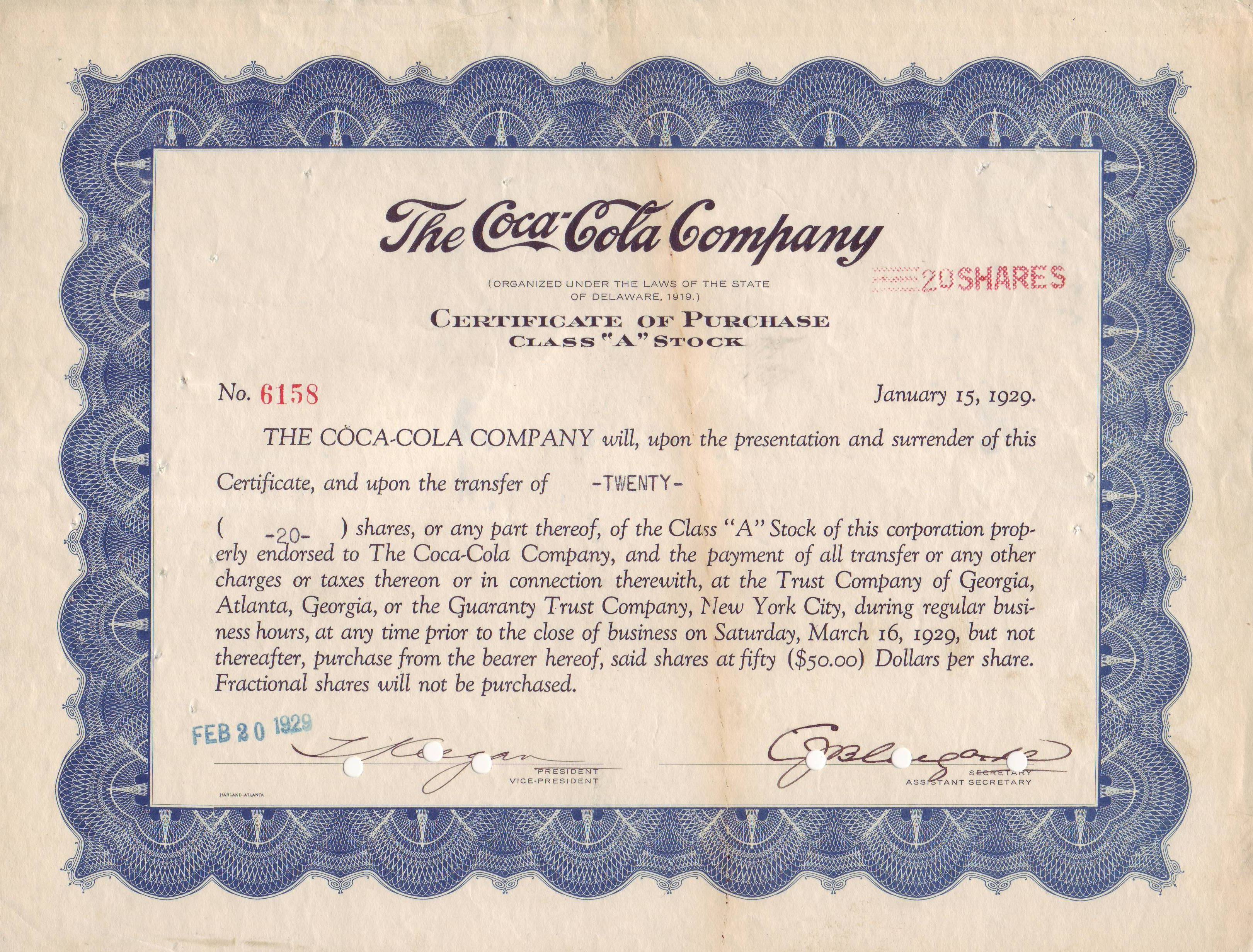
شهادة شراء أسهم من الفئة أ مقابل 20 سهمًا من شركة كوكا كولا، الصادرة في 20 فبراير 1929

أصبحت شركة كوكا كولا شركة مساهمة عامة منذ 1919،  حيث أُدرت أسهمها في بورصة نيويورك تحت رمز المؤشر "KO"،  أشترى بنك سابق لصن ترست أسهم بقيمة 100 ألف دولار في 1919 وفي 2012 باع البنك الأسهم بأكثر من 2 مليار دولار. في عام 1987 أصبحت شركة كوكا كولا مرة أخرى أحد الأسهم الثلاثين التي تشكل مؤشر داو جونز الصناعي، والذي يشار إليه عمومًا على أنه وكيل لأداء سوق الأسهم؛ وقد كان سهم الشركة أحد أسهم داو من عام 1932 إلى عام 1935. دفعت شركة كوكا كولا أرباح الأسهم منذ 1920 ولمدة 57 عامًا على التوالي زادت أرباح الأسهم.

## الموظفين والإدارة
الإِدَارَة الرَئِيسيّة في يوليو 2021 (باستثناء مناصب نائب الرّئِيس والقادة الإقليميين):
- جيمس كوينسي [الإنجليزية] (رئيس مجلس الإدارة والرئيس التنفيذي)
- بريان سميث (الرئيس والمدير التنفيذي للعمليات)
- مانويل أرويو (كبير مسؤولي التسويق)
- ألفريدو ريفيرا (رئيس وحدة عمليات أمريكا الشمالية)
- ليزا تشانغ (كبير موظفي شؤون الموظفين)
- مارسيلو بوفي (رئيس بوتلينغ انفستمنتس غروب)
- مونيكا هوارد دوغلاس (مستشار عام)
- نانسي كوان (كبير المسؤولين الفنيين)
- باري سيمبسون (كبير مسؤولي المعلومات)
- بياتريس بيريز (رئيسة الاتصالات والاستدامة والشراكات الاستراتيجية)
- جون مورفي (المدير المالي)
- جايلز لوكلير (رئيس قسم ماكدونالدز)

أعضاء مَجلِس الإِدَارَة في نوفمبر 2016:
- مختار كينت [الإنجليزية]
- هربرت ألين جونيور
- رونالد دبليو ألين
- مارك بولاند [الإنجليزية]
- آنا بوتين
- هوارد جي بافيت
- ريتشارد إم دالي
- باري ديلر
- هيلين دي جايل
- ألكسيس هيرمان
- روبرت كوتيك
- ماريا إيلينا لاغوماسينو [الإنجليزية]
- سام نان [الإنجليزية]
- ديفيد بي. واينبرغ

## المعبئون

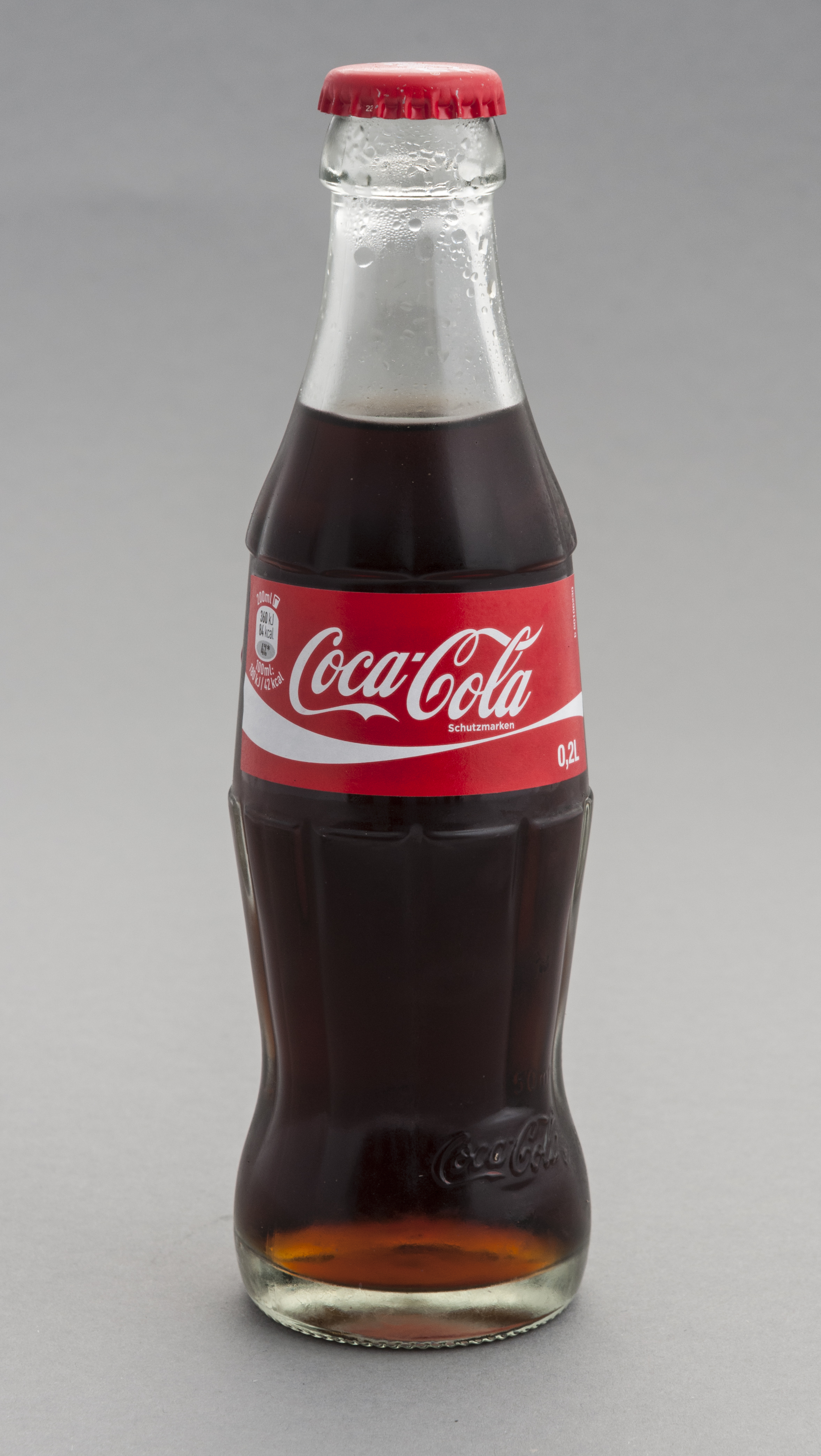
كوكا كولا.

تنتج شّركَة كوكا كولا وَالشّرِكات التّابِعَة لَهَا شراب مَركَز يتم بيعه لشركات تعبئة مشروبات في جَمِيع أنحاء العَالَم، ممن يحملون امتيازًا محليًا لِشَرِكَة كوكا كولا. والّتِي بدورها تعمل على تعبئة المُنتج النهائي في علب وزجاجات بَعد إضافة المياه المفلترة والمحليات للشراب المَركَز، ومن ثم تعمل على بيع المُنتج وتوزيعه وتسويقه لمتاجر البيع بالتجزئة وآلات البيع والمطاعم وَغَيرَهَا.
بَدَأت كوكاكولا مُنذ الثمانينات بتشجيع دمج شركات التّعبِئَة، واستحوذت على حصص من شركات التّعبِئَة الثابتة.

### خارج أَمرِيكا الشماليَّة
أكبر شركات تعبئة الزجاجات خارج أَمرِيكا الشماليَّة هي:
- "كوكا كولا يوروبابيسيفيك بارتنرز بي إل سي - (بالإنجليزية: Coca-Cola Europacific Partners PLC)‏"، ومقرها المملكة المتَّحدة (أُورُوبّا الغربية) (تمتلك كوكاكولا حصة 19.36% فيها)
- «الشّركَة الوطنيَّة للمشروبات ش.م.ل»، ومقرها بيروت، لبنان
- "إنترناشيونال بافرجس برايفت إل تي دي - (بالإنجليزية: International Beverages Private Limited)‏" ومقرها في بنغلاديش (شّركَة فرعيَّة مَملُوكَة بالكَامِل لِشَرِكَة كوكا كولا) [77]
- "كوكا كولا بوتلينغ شكيريا - (بالإنجليزية: Coca-Cola Bottling Shqipëria)‏"، ومقرها في ألبانيا
- "كوكا كولا بافرجس فيلبينس - (بالإنجليزية: Coca-Cola Beverages Philippines)‏"، ومقرها في الفلبين (شّركَة فرعيَّة مَملُوكَة بالكَامِل لِشَرِكَة كوكا كولا)
- "كوكا كولا فمسا - (بالإنجليزية: Coca-Cola FEMSA)‏"، ومقرها المكسيك (المكسيك والأرجنتين والبرازيل وكولومبيا وغواتيمالا ونيكاراغوا وبنما وأوروغواي وفنزويلا) (تمتلك كوكاكولا حصة 27.8% فيها)
- "أركا كونتيننتال - (بالإنجليزية: Arca Continental)‏"، ومقرها أيضًا في المكسيك (أجزاء من المكسيك وأمريكا اللاتينيَّة وَفِي الوَلاَيات المتَّحدة تحت شّركَة «كوكا كولا ساوث ويست بافرجس إل إل سي» في ولاية تكساس وأجزاء من نيو مكسيكو وأوكلاهوما وأركنساس) (مستقلة)
- "إمبوتيلادورا أندينا سا - (بالإنجليزية: Embotelladora Andina SA)‏، ومقرها تشيلي (جَنُوب أَمرِيكا الجنوبية) (تمتلك كوكاكولا حصة 14.7% من الأسهم العادية من السلسلة A القَائِمَة، و14.7% من الأسهم العادية من السلسلة B المعلقة)
- "كوكا كولا بافرجس آفركا - (بالإنجليزية: Coca-Cola Beverages Africa)‏"، ومقرها بورت إليزابيث، جَنُوب إفريقيا (جَنُوب وشرق إفريقيا) (تمتلك كوكاكولا حصة 68.3% فيها)
- "كوكا كولا بافرجس كوريا - (بالإنجليزية: Coca-Cola Beverages Korea)‏"، ومقرها كوريا الجنوبيَّة (مستقلة؛ مَملُوكَة لِشَرِكَة LG للرعاية المنزليَّة والصحية)
- "كوكا كولا إتش بي سي - (بالإنجليزية: Coca-Cola HBC)‏"، مَقَرها في اليونان ولكنَّها تَقعُ الآن في سويسرا (اليونان وأيرلندا وأوروبا الشرقيَّة وروسيا ونيجيريا) (تمتلك كوكاكولا حصة 23.2% فيها)
- كوكا كولا إيسيجيك - (بالإنجليزية: Coca-Cola Icecek)‏" مَقَرها في تركيا (تركيا، جَنُوب غَرب آسِيَا، شبه الجزيرة العربية) (تمتلك كوكاكولا حصة 20.1% فيها)
- "سوير - (بالإنجليزية: Swire)‏" ومقرها هونغ كونغ (الصين وتايوان وهونغ كونغ) (دَولَة مستقلة)
- شركة كيرين ومقرها اليابان (مستقلة)
- "كوكا كولا بوتليرز جابان - (بالإنجليزية: Coca-Cola Bottlers Japan)‏" (من خِلال شّركَة قابضة، تمتلك كوكاكولا حصة 16.3% فيها)
- "شّركَة بي تي كوكاكولا لتعبئة المشروبات في إندونيسيا - (بالإنجليزية: PT Coca-Cola Bottling Indonesia)‏" (تمتلك كوكاكولا حصة 29.4% فيها) (تمتلك شّركَة كوكا كولا أماتيل المحدودة 70.6%)
- "كوكاكولا بوتليرز أوزبكستان - (بالإنجليزية: Coca-Cola Bottlers Uzbekistan)‏" (تمتلك كوكاكولا حصة 42.9% فيها)

### في الوَلاَيات المتَّحدة

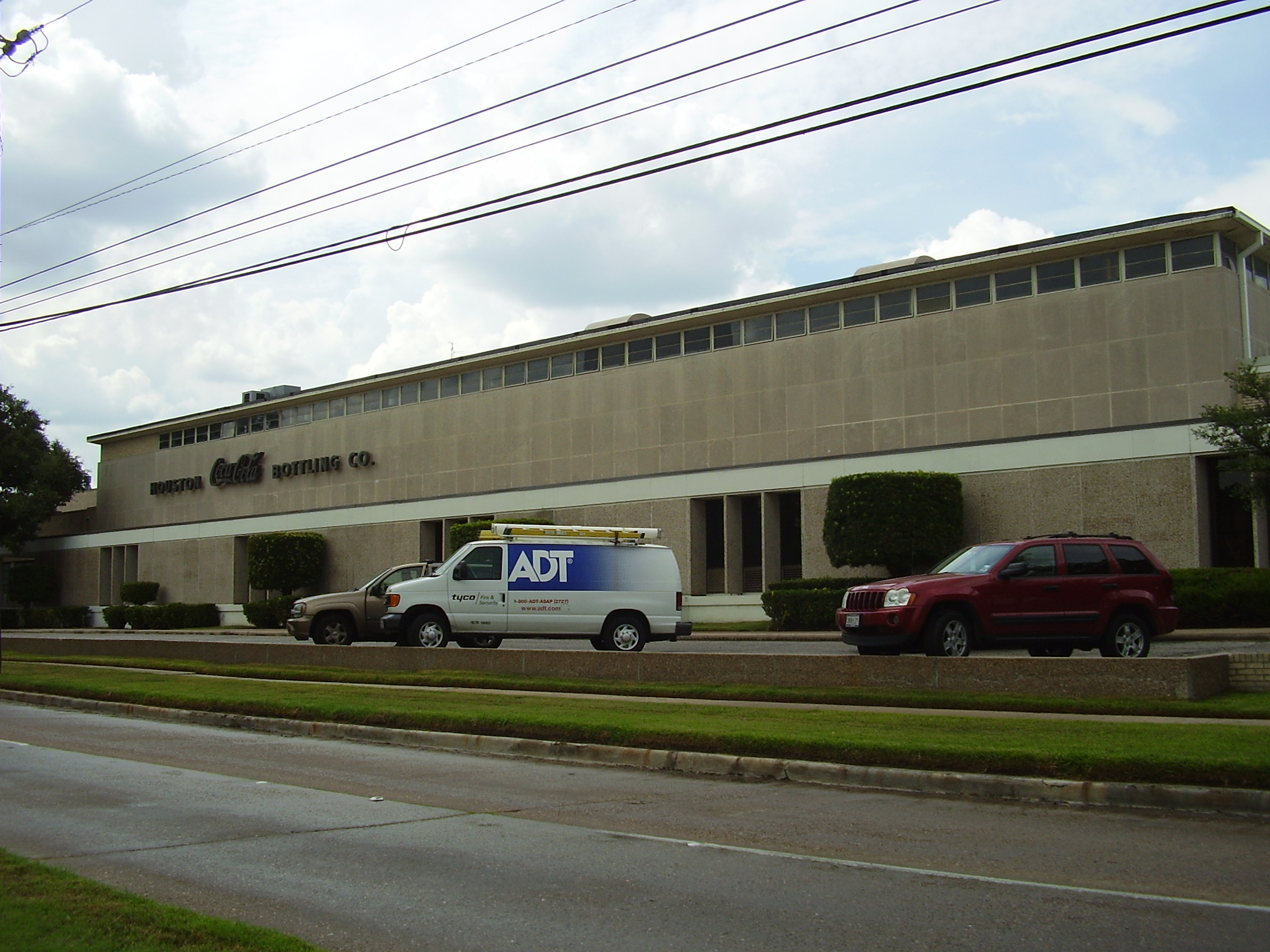
شركة هيوستن كوكا كولا لتعبئة المشروبات

في الوَلاَيات المتَّحدة، تتخطى كوكاكولا شركات التّعبِئَة من خِلال تَصنِيع وبيع المشربات مباشرةً إلى تجَّار الجملة المعتمدين في مَجَال الصناعة وبعض تجَّار التجزئة.
شركات التّعبِئَة الرَئِيسيّة في الوَلاَيات المتَّحدة هي:
- "كوكا كولا كونسوليديتد - (بالإنجليزية: Coca-Cola Consolidated)‏"، ومقرها شارلوت بولاية نورث كارولينا (تمتلك كوكاكولا حصّة 34.8% فيها)
- "كوكاكولا بافرجس نورث إيست - (بالإنجليزية: Coca-Cola Beverages Northeast)‏" ومقرها بيدفورد في نيو هامبشاير، وهي مَملُوكَة لِشَرِكَة كيرين.
- "شّركَة تعبئة كوكاكولا المتَّحدة - (بالإنجليزية: Coca-Cola Bottling Company United)‏"، شّركَة مستقلة، يقع مَقَرها في برمنغهام، ألاباما.
- "سوير كوكاكولا يو إس أيه - (بالإنجليزية: Swire Coca-Cola USA)‏" ومقرها سَوّلت لِيك سيتي بولاية يوتا، وهي مَملُوكَة لمجموعة «سوير غروب».

في سبتمبر 2015 أَعلَنَت الشّركَة عَن بيع العديد من مصانعها الإنتاجيَّة إلى «سوير كوكاكولا يو إس أيه»، و«كوكا كولا كونسوليديتد»، و«شّركَة تعبئة كوكاكولا المتَّحدة»، وإنشاء «نِظَام توريد المُنتجات الوطنيَّة لِشَرِكَة كوكاكولا» الّذِي يُسَيطِر على 95% من مَنَاطِق الإِنتاج في الوَلاَيات المتَّحدة.

## علاقات المستهلك والمشاركة المدنية
دعمت كوكاكولا إقامَة عشاء احتفالي مُختلط الأعراق في أتلانتا الّتِي كَانَت حِينَهَا تشهد تَمييز عنصري، وذلك بمناسبة فوز مارتن لوثر كينغ جونيور بجائزة نوبل لِلسّلام في 1964.
ساهمت شّركَة كوكا كولا في عام 2012 بمبلغ يتراوح بَين 1.75 إلى 46 مليُون دُولَار أمريكيّ في حملة سياسيَّة عُرفت بِاِسم «التَحَالُف ضدَّ اقتراح توسيم الأغذية المكلف، برعاية المُزارعين ومنتجي الأغذية». والّتِي تأسّست لمعارضة مُبَادَرَة المواطن المَعروفَة بِاِسم «الاقتراح 37» والّتِي تطالب بوضع علامات إلزامية على الأطعمة الّتِي تحتوي على مكونات معدلة وراثيًا.
شَارَكت كوكاكولا في عام 2012 في حملة (RED)، الّتِي تهدف لمنع انتقال فيروس نَقص المَنَاعَة البشريَّة من الأمهات إلى الأطفال.

## انتقادات
تصاعد انتقاد كوكاكولا حول استِخدامُها للبلاستيك مُنذ أوائل العقد الأول من القرن الحادي وَالعَشرَين، وأثيرت حولها انتقادات بِشَأن الآثار الصحيّة والقضايا البيئيَّة والتجارب على الحَيوانات وممارسات الأَعمَال الاقتصاديَّة وقضايا الموظَّفين،  وواجهت عدَّة دَعَاوَى قضائيَّة متعلقة بهذه الانتقادات المُختَلِفَة.

### البلاستيك
تُعتبر شّركَة كوكا كولا أكبر منتج للنفايات البلاستيكية فِي العَالم، وقد بلغَ إِنتاجها السنوي أَكثَر من 3 مليُون طن من العبوات البلاستيكية، و110 مِليار زجاجة بلاستيكية، وَلَا تُخطط الشّركَة لتقليل استِخدامُها للزجاجات البلاستيكية بحسب تصريح لرئيسها التّنفِيذِي العالميّ،  وعارضت كوكاكولا «تشريع فاتورة الزجاجة» الّذِي يهدف لتقليل كمية النفايات البلاستيكية،  وقال رَئِيس قسم الاستدامة «بيا بيريز» إن الشّركَة تستخدم البلاستيك كونها مُحببة لَدَى المستهلكون ويُمكن إغلاقها بسهولة وكونها خفيفة الوزن.

## الدعاية

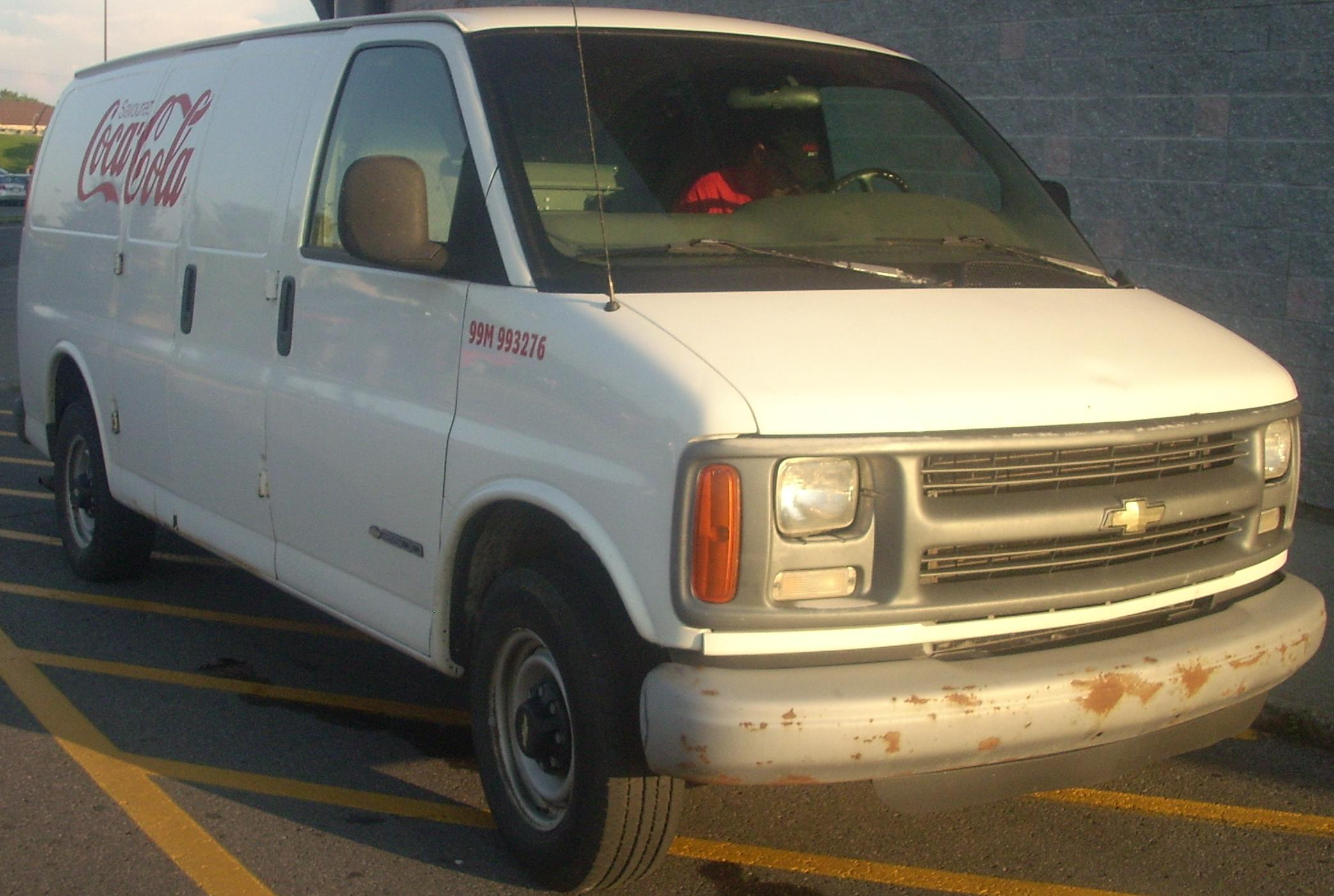
شاحنة شفروليه إكسبريس تحمل شعار شركة كوكا كولا.

تُعتبر إعلانات كوكا كولا من أَكثَر الإعلانات انتشارًا في تَارِيخ التَسوِيق، وَكَان لَهَا تأثير كَبِير ملحوظ على الثقافة الشعبية وعلى المُجتمع،  وتنشر كوكا كولا إعلاناتها عبر التَسوِيق المُبَاشِر، وَفِي الوسائط المُستندة إلى الويب، ووسائل التواصل الاجتماعيّ، والرسائل النصية عبر الهَاتِف المَحمُول.
يمتد تفاعل المُعجبين عبر قنوات التواصل الاجتماعيّ إلى 86 مليُون شخص على مُستَوى العَالَم.

## المنتجات والعلامات التجارية

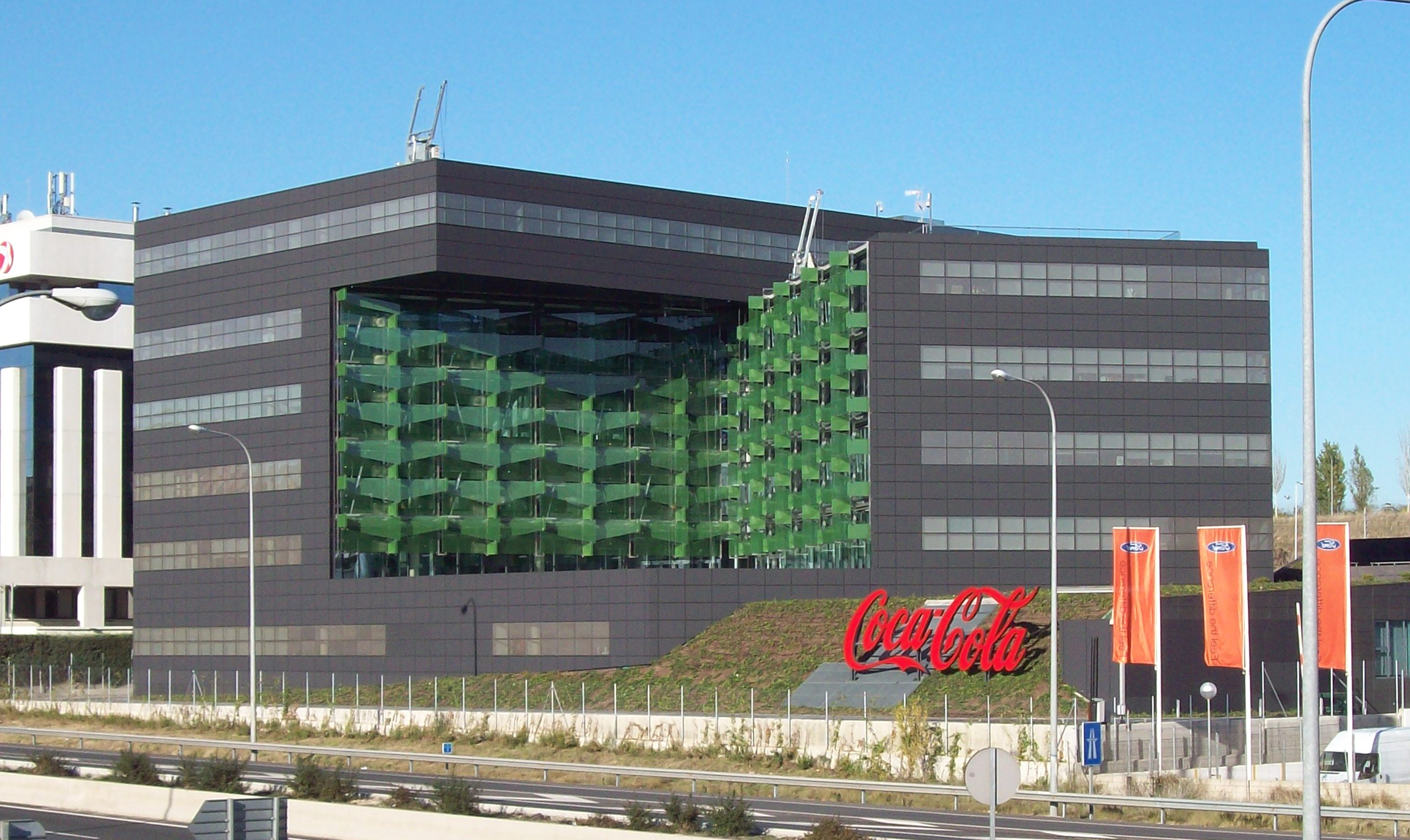
مبنى مكاتب شركة كوكاكولا في مدريد (إسبانيا)

تقدم شّركَة كوكا كولا أَكثَر من 500 علامة تجاريَّة في أَكثَر من 200 دَولَة، وَفِي سبتمبر 2020 أَعلَنَت الشّركَة أنَّها ستلغي أَكثَر من نصف علاماتها التجاريَّة نتيجة الآثار الاقتصاديَّة الناجمة عَن وباء كوفيد-19.

### الأصول غير الغذائية
في 1982 اشترت شّركَة كوكا كولا شّركَة كولومبيا بيكتشرز في عام 1982، بسبب قيمته النقدية المُنخفضة، وكان الاستُوديُو الأول والوحيد الّذِي تملكه شّركَة كوكا كولا، وَخِلَال ملكيتها للاستوديو أَصَدَرَت العديد من الأَفلام الشّهِيرَة مِثل صائدو الأشباح، وفتى الكاراتيه وأفلام أُخرى، وأصدرت فيلم إشتار في 1987، الّذِي فشلَ تجاريًا، وَبَعد عامين باعت كوكاكولا الاستُوديُو لِشَرِكَة سوني في عام 1989.
تدير شّركَة كوكا كولا مِنطَقَة جذب سياحي تحت عُنوان «عالم كوكاكولا» في أتلانتا، جورجيا، وَهُو معرض متعدد الطوابق، يتميز بعينات من النكهات، ومتحف التَّاريخ، وله مواقع في لاس فيجاس، وبحيرة بوينا فيستا في فلوريدا.

### العلامات التجارية

#### مشروبات غازية أخرى
تنتج شّركَة كوكا كولا عدَّة مشروبات غازية أُخرى مِثل سبرايت وفانتا الّذِي قدمته في حوالي عام 1941، ويعود أصول فانتا إلى ألمانيا أَثناء الحظر التِجَارِيّ المفروض على كوكاكولا في ألمانيا خِلال الحرب العالمية الثانية، فقرر «ماكس كيث» رَئِيس مَكتَب كوكا كولا الألماني إِنشاء مُنتج جَدِيد للسوق الألمانيَّة، يُصنع من محليًا في ألمانيا، وأطلق عليه اسم «فانتا»،  وأثبت فانتا نجاحه في السوق الألمانيَّة واستمر بَعد توقف الحرب، ووفرته الشّركَة بداية بنكهة البرتقال في زجاجات أو علب بلاستيكيَّة، ولاحقًا أنتجت كوكاكولا العديد من النكهات بِاِسم «فانتا» مِثل العنب والخوخ والتفاح والأناناس والفراولة، وَفِي عام 1961 قدمت شّركَة كوكا كولا «سبرايت» وَهُو مشروب غازي بالليمون، ويُعد سبرايت من أَكثَر مشروبات الشّركَة مبيعًا].
قدمت كوكاكولا مشروب «تاب» في 1963، ويتكوَّن من السكرين بدلًا من السكر، واستمر في السوق حتَّى خريف عام 2020،  وقلت مبعاته بَعد تَقديم «دايت كولا».

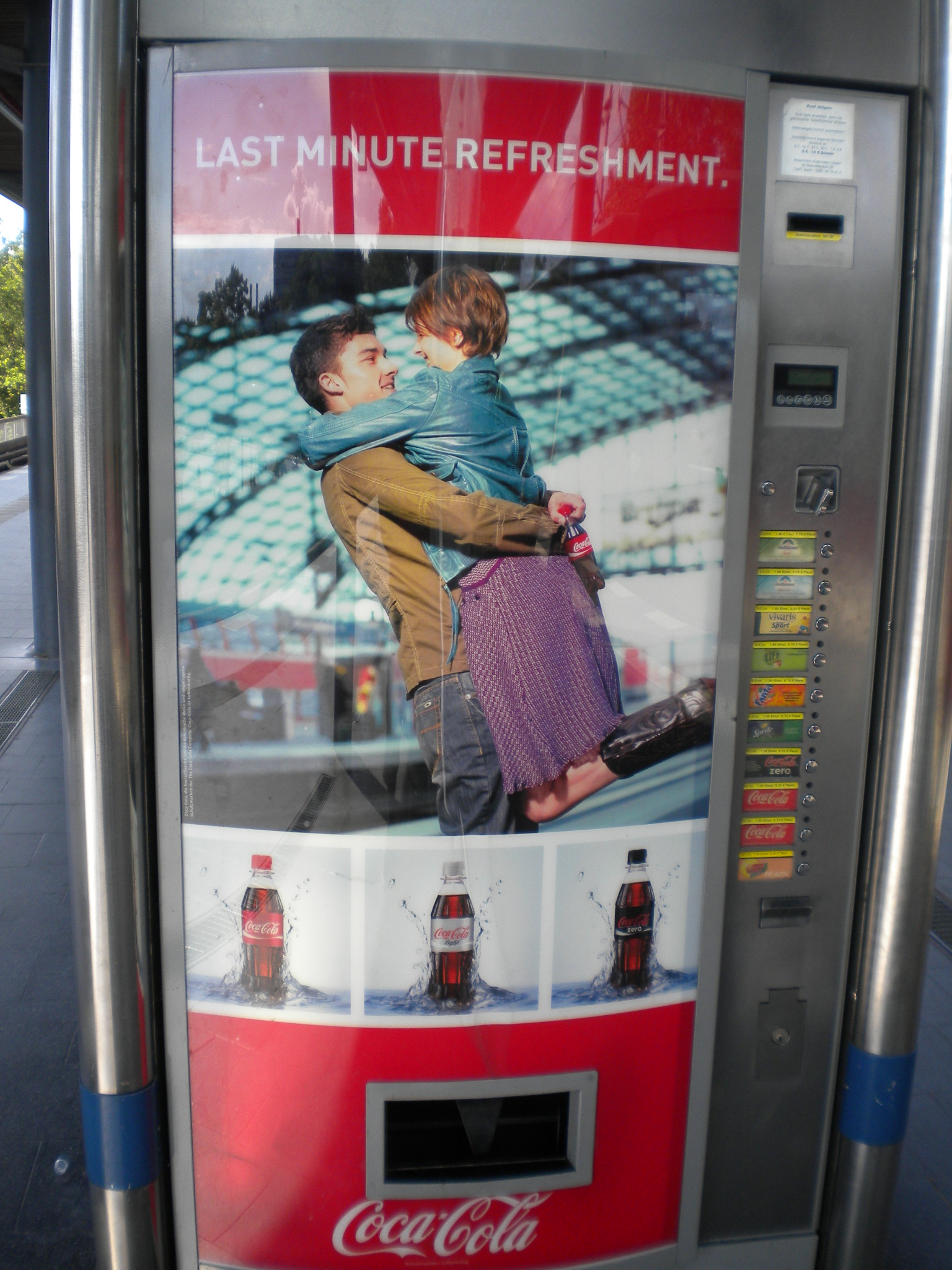
إعلان في العاصمة الألمانية برلين

أنتجت شّركَة «كوكاكولا جَنُوب إفريقيا» مياه «فالبري» المعبأة «الساكنة» و«الفوارة»، وَفِي عام 1969 أَصَدَرَت كوكاكولا مشروب "سيمبا - (بالإنجليزية: Simba)‏"، وَهُو مشروب مشابه لمشروب «ماونتن ديو»، وكانت تُعبأ في عبوات ذَات طَابَع أفريقيّ صحراوي، وَكَان شعارها «سيمبا - يقهر العطش الأفريقيّ».
في عام 1969 قدمت كوكا كولا عدَّة مُنتَجات بِاِسم "سانتيبا - (بالإنجليزية: Santiba)‏"، والّتِي كَانَت خليط من الكوكتيلات وكانت قصيرة العمر في السوق.
قدمت كوكا كولا وسيمنز مشروب «بريك ميت» في عام 1988، وَهُو عِبَارَة عَن خليط لثلاث نكهات،  أوقفت كوكا كولا توزيعه في 2010.

#### مشروبات صحية
استجابت الشّركَة للاهتمام المُتزايد بالمشروبات الصحيّة خِلال التسعينات، وقدمت عدَّة علامات تجاريَّة الجَدِيدَة للمشروبات غير الغازيّة، مِثل مينيت ميد «جويس تو قو»، ومشروبات باوريد الرياضية، وشاي نيستيا (فِي مَشرُوع مُشتَرَك مَع نستله)، ومشروب «فروتوبيا»، ومياه «داساني»، وَغَيرَهَا، وَفِي عام 2001 أطلق قسم «مينيت ميد» العلَّامة التجاريَّة «سيمبلي أورانج» للعصائر.
في مايو 2014 أَطلَقَت كوكاكولا مشروب «فينلي» بنكهة الفاكهة الفوارة في فرنسا، وَفِي بُلدان أُخرى لاحقًا،  وقد بَدَأت كوكا كولا في تطويره في بلجيكا في 2001.

#### أفضل المبيعات
يُعتبر كوكا كولا المشروب الغازي الأكثر مبيعًا في مُعظم بُلدان العَالَم، وَكَان العلَّامة التجاريَّة الأولى فِي العَالم في 2010،  وَفِي مِنطَقَة الشّرق الأوسَط تملك كوكا كولا نَحو 25% من حصّة السوق، بينما تملك بيبسي 75% من حصّة السوق، وحققت مَبيعاتها نموًا مضاعفًا في 2003،  وارتفعت مَبيعاتها في اسكتلندا في 2005، وتخطت مَبيعات مشروب إيرن برو المنتج محليًا،  وَفِي مايو 2016 أوقفت شّركَة كوكا كولا إِنتاج مشروبها المميز في فنزويلا بشكل مؤقت بسبب نَقص السكر.

#### منتجات أخرى
أَعلَنَت كوكا كولا عَن مشروب «إنفيجا» في 2006، وَهُو مشروب شاي أخضر بسعرات حرارية سلبية.
في 25 مايو 2007 أَعلَنَت شّركَة كوكا كولا شِرَاء «غلاسو»، وهي شّركَة مشروبات مُحسَنَة في صَفقَة بَلَغَت قيمَتها 4.1 مِليار دُولَار.
في 3 سبتمبر 2008 أَعلَنَت كوكا كولا عَن نيتها شِرَاء الشّركَة الصينيَّة «هوييوان جويس غروب ليميتد»، الّتِي تمتلك 42% من سوق عصير الفاكهة الصيني النقي ، مُقابِل 2.4 مِليار دُولَار أمريكي،  وَفِي 18 مارس 2009 منعت وزارة التِجَارَة الصينيَّة اتمام الصفقة، وقالت أنَّها ستضر بشركات العصير المحَلِية الصّغِيرَة، وربما تؤدي لرفع أسعار العصير، وأنها تحد من خيارات المستهلكين.
في أكتوبر 2009، كشفت شّركَة كوكا كولا عَن عبوتها الصّغِيرَة الجَدِيدَة «ميني كوكا» والّتِي تحتوي على 90 سعرة حرارية،  وتباع غالبًا في 8 عبوات، وقوبلت بمبيعات إيجابية.

#### مشروب مونستر
أَعلَنَت كوكا كولا في 14 أغسطس 2014 أنَّها ستشتري 16.7% من «مونستر بفراج كوربوراشن» مُقابِل مبلغ نقدي قدره 2.15 مِليار دُولَار لتوسيع سوقها في مشروبات الطاقة،  وَخِلَال السنوات اللاحقة رفعت كوكا كولا حصَّتها إلى 19.36% عبر شِرَاء أسهم مَجلِس إِدَارَة الشّركَة.

#### المشروبات الكحولية
في 2021 استخدمت كوكا كولا علامتها التجاريَّة المكسيكيَّة،  للمياه المعدنيّة الفوارة «توبو شيكو» لإطلاق مشروبات كحولية صديقة للنباتيين،  في المملكة المتَّحدة والوَلاَيات المتَّحدة.

## المجموعات الأمامية
كجزء من حملتها الدعائية لتحويل انتباه الجمهور عَن الآثار الصحيّة الضارة لمشروباتها السكرية، مولت شّركَة كوكا كولا مؤسسات واجهة، حيثُ مولت إِنشاء المنظَّمة الأماميّة «شبكة توازن الطاقة العالميَّة» لمعالجة الأدلة المُتزايدة الّتِي تثبت أن مُنتَجات الشّركَة سببًا رئيسيًا لوباء سمنة الأَطفَال في الوَلاَيات المتَّحدة، ومرض السكري من النوع 2. وصممت «الشّبَكَة العالميَّة لتوازن الطاقة» دراساتها الخاصّة للوصول إلى استنتاجات مُحدَّدة مسبقًا وبيانات منتقاة بعناية لدعم أجندة العلاقات العامَّة لِلشّركَة، وتمَّ إغلاق الشّركَة بَعد أن كشف تَقرير استقصائي صدر في أغسطس 2015 عَن كونها مؤسَّسة أمامية لِشَرِكَة كوكا كولا.
مولت كوكاكولا عمالقة الوجبات السريعة مُبَادَرَة في الصين تُسمى "Happy 10 Minutes"، عبر مَجمُوعَة غامضة تُسمى «المَعهَد الدوليّ لعلوم الحَيَاة»، تهدف المُبادرة لمعالجة عقود من البَحث حول الأمراض المُرتبطة بالنِظَام الغذائي، مِثل «مرض السكري من النوع 2»، وارتفاع ضغط الدم، من خِلال تَشجِيع مُمَارَسَة الرِياضَة البدنيّة مَع تجنب مناقشة العلاقة بَين هَذِه الأمراض والأطعمة السريعة والمشروبات السكرية. وقد كَان «المَعهَد الدوليّ لعلوم الحَيَاة» يروج لصناعة التبغ في أُورُوبّا والوَلاَيات المتَّحدة خِلال الثمانينات والتسعينات.

## الرعاية
بَلَغَت نفقات إعلانات كوكاكولا 3.256 مِليار دُولَار أمريكيّ في عام 2011.

### الرياضة
رعت شّركَة كوكا كولا الدوري الإنجليزي لكرة القدم من بداية موسم 2004-05 إلى بداية موسم 2010-11، ورعت «معسكر كوكا كولا لكرة القدم» الّذِي أُقيم في بريتوريا، في جَنُوب إفريقيا خِلال كأس العَالَم 2010.
تَشمَل الرعايات الرَئِيسيّة الأُخرى دوري كرة القدم الأسترالية، وناسكار، وبطولة الرابطة الوطنية لرياضة الجامعات، والأَلعَاب الأولمبية، وكأس العَالَم، والدوري الإنجليزي الممتاز، وبطولة الأُمَم الأوروبيّة، ودخلت كوكاكولا في شراكَة مَع مجموعة بانيني لإنتاج أول ألبوم ملصقات افتراضي لكأس العَالَم لكرة القدم 2006،  وتُنظِم كوكا كولا «بطولة تور للجولف» في نادي إيست لِيك للجولف في أتلانتا بولاية جورجيا. وترعى فَرِيق كُرَة السلة باوريد تايغرز الفلبيني، وَفِي عام 2017 وقع دوري كرة القاعدة الرئيسي عقدًا متعدد السنوات مَع كوكا كولا ليكون المشروب الغازي الرسميّ، ليحل محل بيبسي، وتباع مُنتَجات كوكاكولا في ملاعب ثمانية عشر فريقًا من دوري كرة القاعدة الرئيسي وهي لوس أنجلوس آنجلز لأنهايم، وهيوستن أسترو، وتورونتو بلو جايز، وأتلانتا بريفز، وسانت لويس كاردينالات، ولوس أنجلوس دودجرز، وسان فرانسيسكو جاينتس، ونيويورك ميتس، وواشنطن ناشونالز، وسان دييغو بادريس، وفيلادلفيا فيليز، وبيتسبرج بايرتس، وتكساس رينجرز وتامبا باي رايز، وسينسيناتي ريدز وبوسطن، وكولورادو روكيز، وشيكاغو وايت سوكس.
ترعى كوكاكولا مُنذ 2019 الدوري الأوزبكي الممتاز لكرة القدم، ويُطلق عليه اسم «كوكا كولا أوزبكستان سوبر ليج»، ومنذ الموسم الثاني بَدَأت برعاية «دوري أوفرواتش»، كما ترعى جَمِيع بطولات أوفرواتش الرَئِيسيّة مِثل كأس العَالَم،  وَفِي فبراير 2020 أصبَحَت كوكا كولا الراعي الرَئِيسيّ لسلسلة «إي ناسكار آي رايسينغ». وَفِي أكتوبر 2018 بَدَأت برعاية فَرِيق ماكلارين للفورمولا 1.

### التلفاز
رعت الشّركَة سِلسِلَة أمريكان آيدول التّابِعَة لشبكة فوكس التلفزيونيَّة من عام 2002 حتَّى عام 2014، وكانت راعية للبرنامج الحواري الليلي «تشارلي روز» في الوَلاَيات المتَّحدة على بي بي إس.
وهي منتج تنفيذي لِبَرنامَج «كوكي ستوديو» في باكستان، والّذِي كَان امتيازًا بدأَ في البرازيل، وله إصدارات مختلفة في الهند، وإفريقيا.

### الملاهي
ترعى كوكاكولا وتقدَّم المشروبات في العديد من المتنزّهات الترفيهيَّة، مِثل حدائق ومنتجعات والت ديزني،  و«ميرلين انترتينمنت»، و«يونيفرسال باركس اند ريزورتس»، والأعلام الستة، و«سيدر فير»، و«سي وورلد انترتينمنت»،  كما ترعى الشّركَة بشكل مُبَاشِر لندن آي و«كوكاكولا أورلاندو آي».
كما تدير الشّركَة مَرَاكِز زوَّار «كوكا كولا» في إسرائيل وبلجيكا وتُركيَّا.

## وصلات خارجية
- الموقع الرسمي
- الموقع الرسمي
- الموقع الرسمي
- شركة كوكا كولا على موقع IMDb (الإنجليزية)
- شركة كوكا كولا على موقع الموسوعة البريطانية (الإنجليزية)